# Isabel, reina de Inglaterra
Isabel, reina de Inglaterra (título original en italiano, Elisabetta, regina d'Inghilterra) es una ópera (dramma per musica) en dos actos con música de Gioacchino Rossini y libreto de Giovanni Schmidt, basado en la obra El paje de Leicester de Carlo Federici. Fue estrenada el 4 de octubre de 1815 en el Teatro San Carlo de Nápoles.

## Historia
Esta ópera fue la primera de las nueve óperas que compuso Rossini para el influyente empresario y director del San Carlo, Domenico Barbaia y una de las dieciocho óperas que escribió durante el tiempo que pasó en Nápoles.
Además fue la que sirvió para dar a conocer a Rossini en Nápoles, ciudad musical importante, que idolatraba a los compositores Giovanni Paisiello y Nicola Zingarelli, y que tenía cierta aversión hacia los extranjeros. Buscando el éxito, Rossini compuso una obra llena de efectos vocales, lo cual sirvió para conseguir un éxito notable, quedando la ciudad rendida a sus pies. Barbaja puso a disposición de Rossini los mejores cantantes de la ciudad, incluyendo a la soprano española Isabel Colbran (Elisabetta), el tenor también español, Manuel García (Norfolk) y el tenor italiano Andrea Nozzari (Leicester).
Rossini tomó melodías de otras óperas para componer Elisabetta, incluyendo la obertura, primero escrito para Aureliano in Palmira, que es famosa como la obertura de El barbero de Sevilla. Como señala Holden, con el reciclaje de música anterior, "es como si Rossini deseara presentarse al público napolitano ofreciendo una selección de la mejor música de óperas que es improbable que se repusieran en Nápoles." Parte de la música de Isabel, reina de Inglaterra, fue reciclada en óperas posteriores y una parte de la primera aria fue reutilizada por Rossini cuatro meses más tarde en el aria de Rosina "Una voce poco fa" en la ópera El barbero de Sevilla.
Rossini hizo algunos cambios a su estilo, a saber, por primera vez abandona por completo el recitativo seco en favor del recitativo acompañado, escribió detalladamente todas las florituras vocales, no dejando libertad a los cantantes, escribió los papeles principales para dos sopranos y dos tenores, y por último le dio mayor importancia al coro.
La ópera se representó por vez primera en el Reino Unido el 30 de abril de 1818 en el Teatro del Rey en Londres. A España llegó en 1828, al Teatro de la Santa Cruz de Barcelona.
Esta ópera rara vez se representa en la actualidad; en las estadísticas de Operabase aparece con sólo 3 representaciones para el período 2005-2010.

## Personajes
| Personaje | Tesitura  | Reparto del estreno, 4 de octubre de 1815 (Director: Nicola Festa) |
| --- | --------- | ------------------------------------------------------------------ |
| Elisabetta (Isabel I de Inglaterra) | soprano   | Isabella Colbran                                                   |
| El conde de Leicester, comandante del ejército                                                                                           | tenor     | Andrea Nozzari                                                     |
| Matilda, en secreto casada con Leicester                                                                                                 | soprano   | Girolama Dardanelli                                                |
| Enrico, hermano de Matilda | contralto | Maria Manzi                                                        |
| El duque de Norfolk | tenor     | Manuel García                                                      |
| Guglielmo, capitán de la Guardia Real | tenor     | Gaetano Chizzola                                                   |
| Caballeros, damas nobles escoceses rehenes de Isabel, seguidores oficiales de Leicester, pajes, guardias reales, soldados, pueblo (coro) |           |                                                                    |

## Argumento
La ópera, que no es fiel a la historia, narra el amor de Isabel I de Inglaterra por Robert Dudley, conde de Leicester, su supuesta reacción cuando descubre que ese amor no es correspondido, cómo lo sentencia a muerte, su arrepentimiento y su decisión de no entregar su amor a otro hombre.

## Grabaciones
| Año  | Reparto (Elisabetta, Leicester, Matilde, Enrico)                | Director, Teatro de ópera y Orquesta                                                                                               | Sello discográfico                    |
| ---- | --------------------------------------------------------------- | --- | ------------------------------------- |
| 1971 | Leyla Gencer Umberto Grilli Margherita Guglielmi Giovanna Vighi | Gianandrea Gavazzeni, Orquesta y Coro del Teatro Massimo, Palermo (Grabación de una representación en Palermo)                     | Audio CD: Celestial Audio Cat: CA 235 |
| 2002 | Jennifer Larmore Bruce Ford Marjella Cullagh Manuela Custer     | Giuliano Carella, Orquesta Filarmónica de Londres y el Coro Geoffrey Mitchell (Grabado en St. Clement's Islington, Londres, marzo) | Audio CD: Opera Rara Cat: ORC 22      |